# Nevertire
Nevertire är en ort i Australien. Den ligger i kommunen Warren Shire och delstaten New South Wales, i den sydöstra delen av landet, omkring 400 kilometer nordväst om delstatshuvudstaden Sydney. Vid 2021 års folkräkning hade Nevertire 135 invånare.
Trakten runt Nevertire är nära nog obefolkad, med mindre än två invånare per kvadratkilometer.. Det finns inga andra samhällen i närheten.
Omgivningarna runt Nevertire är i huvudsak ett öppet busklandskap. Genomsnittlig årsnederbörd är 523 millimeter. Den regnigaste månaden är februari, med i genomsnitt 89 mm nederbörd, och den torraste är oktober, med 3 mm nederbörd.